# Distretto di Siedlce
Il distretto di Siedlce (in polacco powiat siedlecki) è un distretto polacco appartenente al voivodato della Masovia.

## Geografia antropica

### Suddivisioni amministrative
Il distretto comprende 13 comuni.
- Comuni urbano-rurali: Mordy
- Comuni rurali: Domanice, Korczew, Kotuń, Mokobody, Paprotnia, Przesmyki, Siedlce, Skórzec, Suchożebry, Wiśniew, Wodynie, Zbuczyn